# Мурований Сергій Григорович
Сергі́й Григо́рович Муро́ваний (народився 28 грудня 1972) — полковник Збройних сил України, командир танкового батальйону.

## Життєпис
Брав участь у боях з проросійськими терористами на території Луганської області, керував обороною одного з блокпостів під Луганськом. У листопаді 2014 року підполковник Сергій Мурований, заступник командира 13-го батальйону територіальної оборони, призначений командиром 13-го мотопіхотного батальйону.
У часі боїв за Дебальцеве бійці його батальйону за 3 дні ліквідували 25 російських танків та 300 прихильників сепаратистських утворень «ДНР» та «ЛНР».
На виборах до Чернігівської обласної ради 2015 року балотувався від партії «УКРОП». На час виборів проживав у Чернігові, був командиром військової частини В2278. 2006 рік — начальник штабу 1121 нзрп в НЦ Десна. В подальшому військовий комісар м. Мена.

## Нагороди
За особисту мужність і героїзм, виявлені у захисті державного суверенітету та територіальної цілісності України, вірність військовій присязі під час російсько-української війни нагороджений
- нагороджений орденом Богдана Хмельницького III ступеня.